# Hraboveț, Nemîriv
Hraboveț (în ucraineană Грабовець) este localitatea de reședință a comunei Hraboveț din raionul Nemîriv, regiunea Vinnița, Ucraina.

## Demografie
Componența lingvistică a localității Hraboveț
     Ucraineană (95,99%)
     Rusă (2,51%)
     Alte limbi (0,75%)
Conform recensământului din 2001, majoritatea populației localității Hraboveț era vorbitoare de ucraineană (95,99%), existând în minoritate și vorbitori de rusă (2,51%).